# 小行星61384
小行星61384（61384 Arturoromer）是一颗绕太阳运转的小行星，为主小行星带小行星。该小行星于2000年8月22日发现。
該小行星以瑞士物理學家和數學家阿圖羅·羅默（Arturo Romer）命名。

## 轨道参数
小行星61384的轨道半长轴为2.4083113 UA，离心率为0.195。